# Violettgrauer Eckflügelspanner
Der Violettgraue Eckflügelspanner (Macaria liturata), auch Kiefern-Eckflügelspanner oder Vielgrauer Kiefernspanner genannt, ist ein Schmetterling (Nachtfalter) aus der Familie der Spanner (Geometridae).

## Merkmale

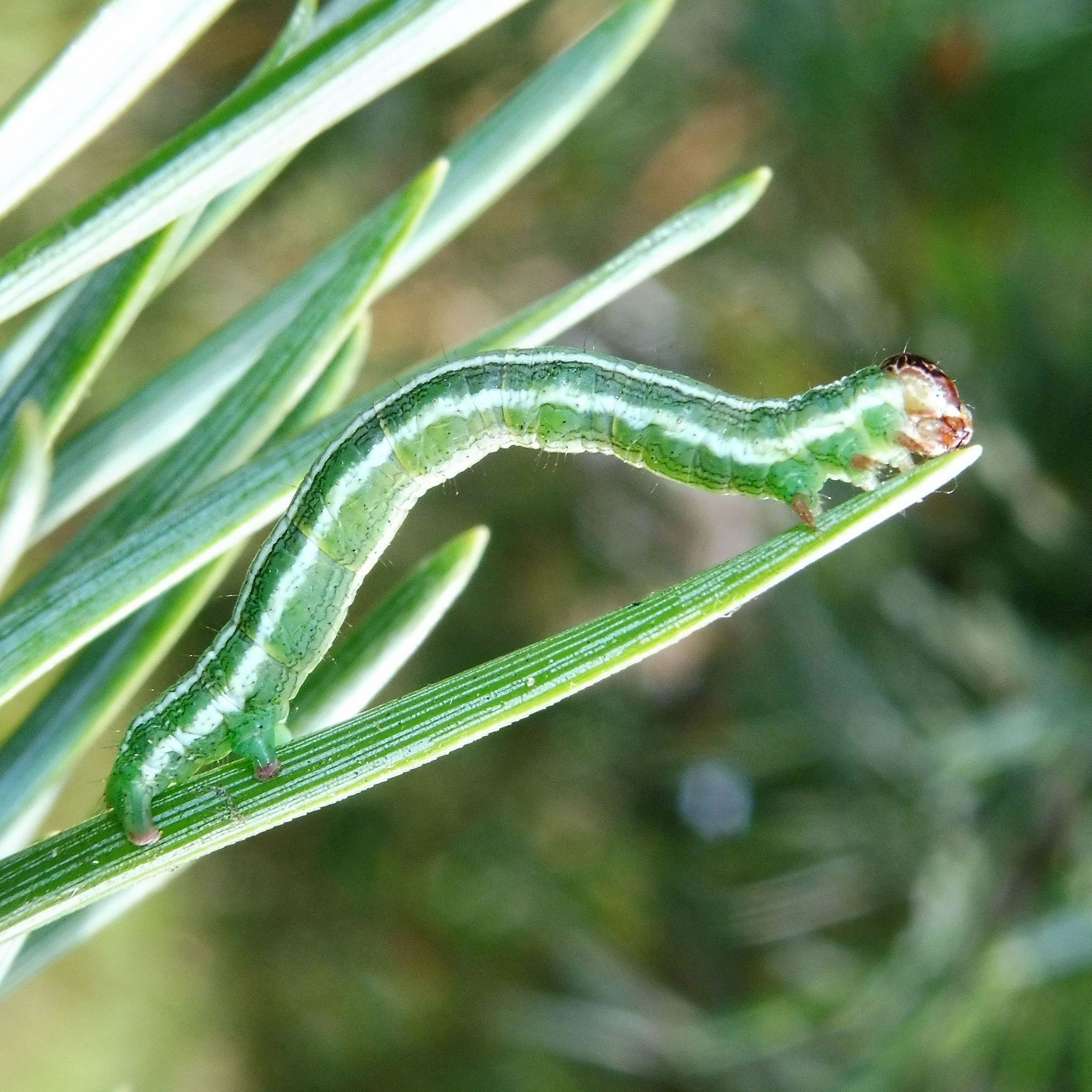
Violettgrauer Eckflügelspanner (Macaria liturata), Raupe

### Falter
Die Flügelspannweite der Falter beträgt ungefähr 26 bis 30 Millimeter. Die Flügel haben eine violettgraue Grundfarbe. Arttypisch sind drei dunkle Querlinien auf den Vorderflügeln, die am Vorderrand verdickt sind und sich oftmals in Punkte auflösen. Hinter der äußeren Querlinie ist eine breite rötlich gelbe Querbinde erkennbar, die am Vorderrand mit einem braunroten Fleck beginnt und sich auf den Hinterflügeln fortsetzt. Zuweilen treten bräunliche, stark aberrativ gefärbte Falter auf, denen die Querlinien fehlen, die breite, orange Querbinden zeigen und die als f. trexleri bezeichnet werden. Die Vorderflügel sind unterhalb des Apex leicht eingezogen, die Hinterflügel zeigen in der Mitte eine kurze Spitze oder Ecke.

### Ei
Das Ei hat eine elliptische Form, verjüngt sich zum Boden hin und ist mit einer deutlichen Netzskulptur überzogen. Um die Mikropyle befinden sich kleine Warzen sowie eine siebenblättrige Rosette. Frisch abgelegte Eier haben eine grünliche Farbe, die sich später in Rotbraun mit weißen Flecken und zuletzt in Violettgrau ändert.

### Raupe
Erwachsene Raupen sind von grüngrauer oder grüner Farbe und zeigen zwei parallel verlaufende weiße Seitenstreifen, die ihnen das Aussehen der Nadeln einiger Futterpflanzen verleihen.

### Puppe
Die rötlich braune Puppe besitzt einen langen Endstachel am Kremaster.

## Geographische Verbreitung und Lebensraum
Die Nominatform des Violettgrauen Eckflügelspanners kommt von den Britischen Inseln bis nach Sibirien, im Süden vom westlichen Mittelmeerraum über Italien, die Balkanländer und die Schwarzmeerregion bis zum Kaukasus sowie im Norden über den Polarkreis hinaus, vor. In den Alpen steigt sie bis auf etwa 1600 Meter über NN. In Ostasien lebt die ssp. Macaria liturata pressaria. Die Art bewohnt bevorzugt Nadel- und Mischwälder.

## Lebensweise
Hauptflugzeit der Falter sind die Monate April bis August. Sie besuchen nachts oftmals in Anzahl künstliche Lichtquellen und gelegentlich auch Köder. Nahrungspflanzen der Raupen sind verschiedene Nadelgehölze. Dazu zählen Tannen- (Abies), Fichten- (Picea), Kiefern- (Pinus) und Wacholderarten (Juniperus). Die Puppe überwintert.

## Gefährdung
Der Violettgraue Eckflügelspanner wird auf der Roten Liste gefährdeter Arten als nicht gefährdet geführt.